# United Artists Theatre Building
El United Artists Theatre Building es una torre vacía de gran altura en el Downtown de Detroit, Míchigan, ubicada en 150 Bagley Avenue. Fue construida en 1928 y tiene 18 pisos de altura. El edificio fue diseñado por el arquitecto C. Howard Crane en el estil neorrenacentista renacentista, y está hecho principalmente de ladrillo.

## Historia
Hasta el 29 de diciembre de 1971, era una sala de cine y oficina de primera, y luego de eso, el teatro experimentó un uso esporádico hasta 1973. El United Artists Theatre, diseñado en un diseño gótico español, tenía 2.070 personas y más el cierre sirvió de 1978 a 1983 como el teatro de grabación de la Orquesta Sinfónica de Detroit. Después de que el teatro cerró, el edificio de oficinas luchó mientras los inquilinos se mudaban a los suburbios. Finalmente se cerró en 1984. Un letrero de UA vertical original de 10 pisos fue reemplazado en la década de 1950 por una marquesina que permaneció hasta 2005. El edificio una vez compartió mucho con el ahora demolido Hotel Tuller.
En preparación para el Super Bowl de la NFL 2006, se eliminaron los grafiti de todas las ventanas del edificio, y los niveles inferiores recibieron una capa de pintura negra para ocultar el trabajo de grafiti en la base del edificio. La vieja carpa del teatro también fue eliminada.
En 2006, Ilitch Holdings anunció que comercializaría el edificio. A pesar de un sitio web promocional creado en 2017 y de diversas declaraciones de intención, Ilitch Holdings aún no ha comenzado ninguna remodelación. La compañía tiene un historial de compra de propiedades históricas, expresando la intención de volver a desarrollarlas y luego convertirlas en estacionamientos después de una mayor descomposición.